# Atrichopogon bifidus
Atrichopogon bifidus är en tvåvingeart som beskrevs av Ewen och Saunders 1958. Atrichopogon bifidus ingår i släktet Atrichopogon och familjen svidknott. Inga underarter finns listade i Catalogue of Life.